# Désiré Dalloz

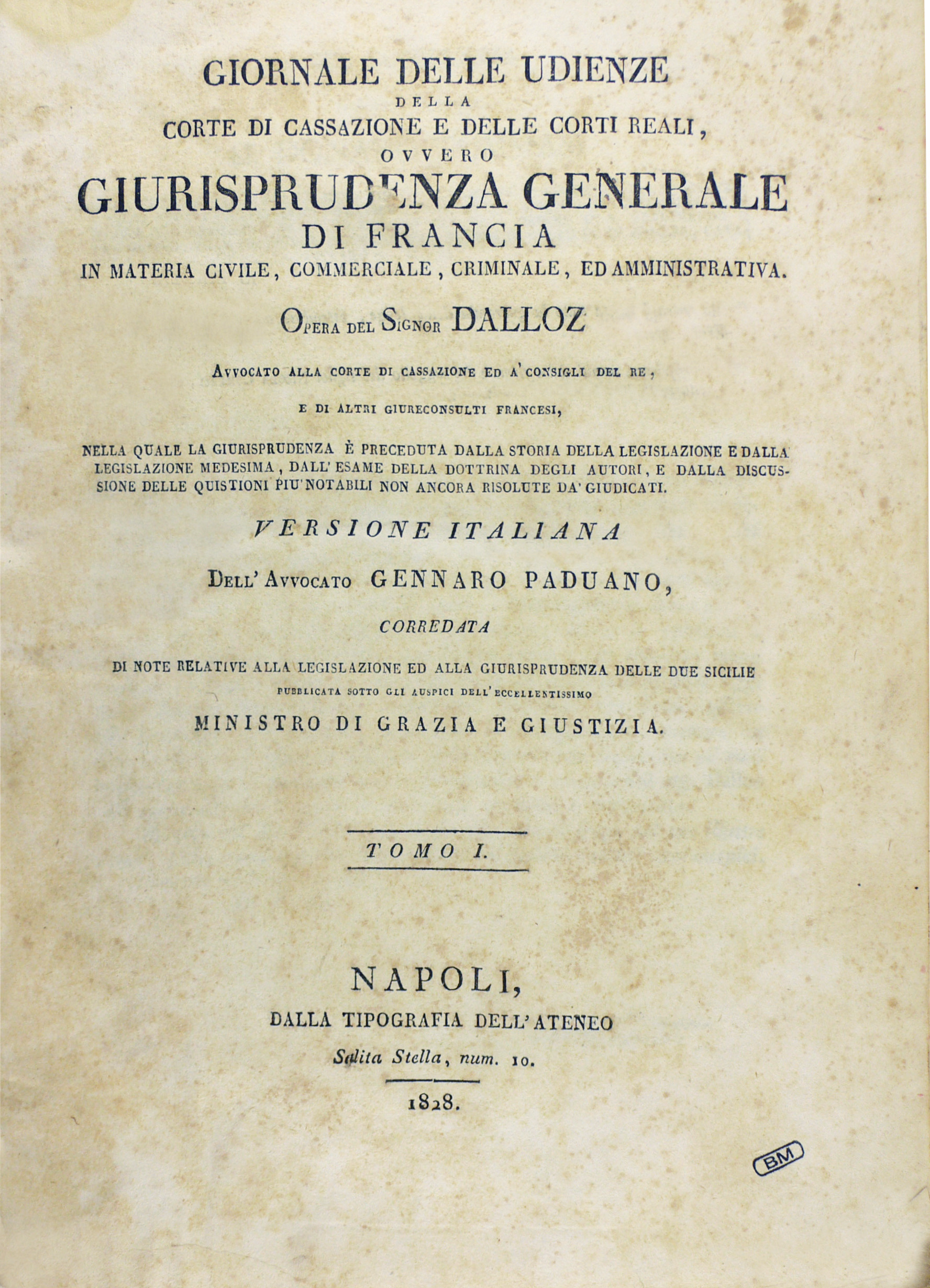
Giornale delle udienze, 1828 (Milano, Fondazione Mansutti).

Victor Alexis Désiré Dalloz, född 1795, död 1869, var en fransk jurist och författare.
Dalloz utgav det juridiska uppslagsverket Jurisprudence générale (11 band, 1824-31), fortsatt av hans bror Armand Dalloz i Dictionnaire générale et raisonné de législation, de doctrine et de jurisprudence (5 band, 1835-41), senare ytterligare fortsatt. Under namnet Dalloz utgavs ännu i början av 1900-talet nya juridiska uppslagsverk och lageditioner.